# James Talley
James Talley (* 9. November 1944 in Mehan, Oklahoma) ist ein US-amerikanischer Country-Sänger und Songwriter. Von Insidern der Country-Szene wird James Talley in höchsten Tönen gelobt, dem breiten Publikum aber ist er nahezu unbekannt. Er gilt als begabter Songwriter und Musiker. Einer seiner größten Fans ist der ehemalige amerikanische Präsident Jimmy Carter, bei dessen Amtseinführung er auftrat und der ihn noch zweimal ins Weiße Haus einlud.

## Leben
Aus einer ärmlichen Gegend Oklahomas stammend, verbrachte James Talley einige Jahre im Bundesstaat Washington, wo sein Vater in einer Plutonium-Fabrik arbeitete. Nach Abschluss seines Kunststudiums zog er 1968 nach Nashville, wo er zunächst als Zimmermann arbeitete. In seiner Freizeit schrieb er Songs. Als einer der wenigen Country-Musiker sprach er in seinen Texten soziale Ungerechtigkeiten an. Sein Vorbild war Woody Guthrie. Eine Reihe der großen Stars, unter ihnen Johnny Cash, griff auf sein Material zurück.
Seine Karriere als Interpret begann 1974, als er – als Gegenleistung für Handwerksarbeiten beim Neubau eines Studios – eine LP aufnehmen durfte. In Eigenregie produzierte er ein qualitativ überzeugendes Erstlingswerk: Got No Bread, No Milk, No Money, But We Sure Got A Lot Of Love. Die Schallplattenfirma Capitol wurde auf ihn aufmerksam. James Talley schloss einen Vertrag über sieben zu produzierende Alben ab (das selbstproduzierte Demo-Album wurde von Capitol übernommen). Nach Fertigstellung von vier Langspielplatten, die von der Kritik hoch gelobt wurden, ließ er sich 1978 von seinem Manager überreden, aus dem Vertrag auszusteigen – ein ungewöhnlicher und höchst zweifelhafter Schritt, der ihn für lange Zeit von weiteren Engagements ausschloss.
In den folgenden Jahren hielt er sich durchaus erfolgreich als Immobilien-Makler über Wasser. Es war bezeichnenderweise eine ausländische Schallplattenfirma – das deutsche Label Bear Family – das ihm 1985 einen Vertrag anbot. Es wurden insgesamt vier Alben eingespielt und in Europa veröffentlicht. 1999 gründete Talley sein eigenes Label: Cimarron Records. Ein Jahr später veröffentlichte er dort das seinem großen Vorbild gewidmete Werk Woody Guthrie And Songs Of My Oklahoma Home.
James Tally wurde von den Kritikern bereits mit Bob Dylan oder Woody Guthrie verglichen. Eine einzige falsche Entscheidung – der Vertragsbruch mit seiner Schallplattenfirma – ruinierte fast seine Karriere. Die ganz großen Erfolge blieben aus, doch er besitzt eine treue Anhängerschaft, zu der sogar ein ehemaliger Präsident der Vereinigten Staaten gehört.

## Alben
- 1975 – Got No Bread, No Milk, No Money, But We Sure Got A Lot Of Love (Capitol)
- 1976 – Tryin' Like The Devil (Capitol)
- 1977 – Blackjack Coir (Capitol)
- 1977 – Ain't It Something (Capitol)
- 1985 – American Originals (Bear Family)
- 1989 – Love Songs And The Blues (Bear Family)
- 1992 – The Road To Torreón (Bear Family)
- 1994 – James Talley Live (Bear Family)
- 2000 – Woody Guthrie And Songs Of My Oklahoma Home (Cimarron)
- 2000 – Nashville City Blues (Cimarron)
- 2002 – Touchstones (Cimarron)
- 2004 – Journey (Cimarron)
- 2008 – Journey – The Second Voyage (Cimarron)
- 2008 – Heartsong (Cimarron)
- 2024 – Bandits, Ballads and Blues (Cimarron)